# Albano Pera
Albano Pera (n. 13 februarie 1950, Capannori, Toscana, Italia) este un trăgător de tir ce a reprezentat Italia, medaliat olimpic. A participat la o ediție a Jocurilor Olimpice (1996) în care a câștigat o medalie de argint.

## Participări
Lista de mai jos prezintă principalele competiții la care a participat Albano Pera de-a lungul carierei.
- shooting at the 1996 Summer Olympics – men's double trap[*]